# Sysctl
sysctl je nástroj na některých operačních systémech unixového typu sloužící ke čtení a změně některých nastavení a informací ohledně jádra operačního systému. Bývá dostupný jednak jako systémového volání, jednak jako počítačový program a zejména pro zápis obvykle potřebuje správcovské oprávnění.
Na Linuxu je mechanismus primárně podporován pomocí virtuálního souborového systému procfs, přesněji jako podadresář /proc/sys. Patřičné systémové volání sice také existuje, ale nemá podporu v glibc a jeho používání je nedoporučeno.
Na jiných operačních systémech, zejména těch z rodiny BSD (FreeBSD, NetBSD, OpenBSD, DragonFly BSD a Mac OS X) je mechanismus podporován jako program příkazového řádku. Lze s ním například nastavovat parametry síťového spojení.